# Tráfico de mercúrio

Mapa da produção global de mercúrio em 2005

O tráfico de mercúrio compreende o contrabando e o comércio ilegal de mercúrio no mundo, vinculado intimamente com o processo de extração de ouro no garimpo, amplamente praticado na América do Sul, especialmente nos garimpos brasileiros, peruanos, boliviano, entre outros países do continente. O contrabando desse elemento é motivado pela regulação existente na sua aquisição, reforçada pelo acúmulo de evidências do impacto humano e ambiental que produz, e acompanha a expansão global do garimpo no século XXI, principalmente na América do Sul. O tráfico do mercúrio coincide com as redes criminais que amparam a logística da extração de ouro pelo garimpo, como também sua comercialização. Segundo um relatório das Nações Unidas, entre 2005 e 2015, a demanda de mercúrio no garimpo superou seu uso em outras atividades, como na produção de dispositivos eletrônicos, mobilizando, estima-se, entre 1,500 e 2,500 toneladas do metal.
A magnitude da mobilização de mercúrio ilegal indica a existência de sofisticadas redes de tráfico internacional, dominado por quadrilhas de estrutura análoga ao crime organizado, capazes de operar a logística internacional de produção, transporte, e corrupção burocrática que antecede seu emprego no garimpo.
O fortalecimento da regulação em torno do mercúrio nos Estados Unidos da América e na Europa, na década de 2010, responsáveis pela maior parte do fornecimento durante o século XX e início do século XXI, provocou uma alteração das redes de comércio global, abrindo lugar para um novo grupo de fornecedores para o mercado ilegal latino-americano, especialmente o México, China e Indonésia, tendência que se acentua a partir de 2011. O México foi o principal exportador de mercúrio para o Peru, porém, quando este tomou medidas restringindo a importação desse metal, as exportações foram redirecionadas para a Bolívia, a partir da qual redes ilegais continuam enviando o material para os garimpos peruanos. A China, de maneira análoga, fornece mercúrio diretamente para a Guiana, a partir da qual é redistribuido para o Brasil, Venezuela, Colômbia.

## Países chave

### Consumo e distribuição ilegal

#### Peru
O Peru, não obstante o declínio do tráfico a partir da ratificação da Convenção de Minamata em 2015, continua à funcionar como nódulo de distribuição do mercúrio ilegal pela América do Sul, principalmente através das fronteiras porosas com o Brasil, Equador, e Bolívia. Esse tráfico ocorre tanto pela mobilização de grandes quantidades, por vezes centenas de quilos, quanto, mais frequentemente, um tráfico difuso e minúsculo, através de frascos que cruzam discretamente as fronteiras. Segundo investigações, pessoas com autorização para adquirir mercúrio no Peru, o que inclui empresários e políticos influentes, tem participação no fornecimento do mercado ilegal.

#### Bolívia
A Bolívia é o segundo maior importador de mercúrio do mundo, segundo uma estimativa de 2020, tornando-se o epicentro do tráfico após o fortalecimento regulatório no Peru. A principal origem do mercúrio na Bolívia é o México, importado de maneira legal, facilitado por lacunas na regulação, e subsequentemente desviado para a redistribuição nos garimpos do país e fora, especialmente nas fronteiras com o Brasil, Peru e Chile.

#### Guiana
Na Guiana, os mecanismos regulatórios existentes tem pouco vigor no controle da importação do mercúrio, apesar de ter sido um dos países à ratificar a Convenção de Minamata em 2014, estabelecendo um limite de 34.500 quilogramas por ano. Ainda assim, investigações mostram que as autoridades guianesas negligenciam a importação informal abundante. Dessa maneira, além de alimentar a atividade garimpeira interna, o país funciona como um centro do tráfico de mercúrio para países vizinhos como o Suriname, Venezuela e Brasil, especialmente no extremo-norte, no estado de Roraima.